# アンソニー (編集技師)
アンソニー（Anthony、1973年9月11日 - ）は、インドの編集技師。2003年公開の『Kaakha Kaakha』に編集技師として参加し、ガウタム・ヴァスデーヴ・メーナン監督作品でキャリアを積み、2010年公開の『ロボット』で初めてシャンカル監督作品に参加した。これらを含めて60本以上のタミル語映画、テルグ語映画、マラヤーラム語映画、ヒンディー語映画に参加している。2013年には『Attahasa』で初めてカンナダ語映画に参加した。彼の編集技術は多くの若手編集技師に影響を与えている。

## キャリア
マドラス基督教大学で文学を専攻するが、卒業後に友人に勧められてプラサード・スタジオでアニメーション技術を学び、後に編集技術を学んだ。1993年から2004年にかけてエディット・ポイントで企業広告や映画の予告編、ドキュメンタリー製作などを手掛け、その多くはラージーヴ・メーナンのような映画製作者との共同製作だった。また映画のミュージックシーンやテレビ映画の編集も経験し、その中でガウタム・ヴァスデーヴ・メーナンから『Kaakha Kaakha』のオーディオリリース・イベントでの「Ennai Konjam」の仕事を依頼された。ガウタムはアンソニーの仕事振りに感銘を受け、彼との間に同作の編集技師の契約を結んだ。『Kaakha Kaakha』への参加以降、タミル語映画の人気監督であるガウタム、シャンカル、A・R・ムルガダース、N・リンガサーミ、K・V・アーナンド、A・L・ヴィジャイの作品に参加した。
2008年にはジャヤラーム、ユーギ・セトゥ、ナミータを主要キャストに迎えて自身が監督を務める映画『Jagathalapradhaban』のプリプロダクションを開始するが、途中で企画は頓挫している。2014年8月にマラヤーラム語映画『Shutter』のリメイク映画を監督する企画が進行していることを公表した。同年11月にはサティヤラージを主演に迎えて自身の監督映画を製作することが発表され、2015年に『Oru Naal Iravil』として公開された。

## 主なフィルモグラフィ
- Kaakha Kaakha（2003年）
- Madhurey（2003年）
- 4 the People（2004年）
- ボス その男シヴァージ（2007年）
- Vaaranam Aayiram（2008年）
- Renigunta（2009年）
- ロボット（2010年）
- 神さまがくれた娘（2011年）
- Attahasa（2013年）
- Pandiya Naadu（2013年）
- マッスル 踊る稲妻（2015年）
- Oru Naal Iravil（2015年）
- ロボット2.0（2018年）
- 響け!情熱のムリダンガム（2019年）